# دوروثي كينت
دوروثي كينت (بالإنجليزية: Dorothy Kent)‏ هي ممثلة أمريكية، ولدت في 6 يونيو 1916 في الولايات المتحدة، وتوفيت بنفس المكان في 10 ديسمبر 1990.

## وصلات خارجية
- دوروثي كينت على موقع IMDb (الإنجليزية)
- دوروثي كينت على موقع قاعدة بيانات الفيلم (الإنجليزية)